# Elecciones generales de Italia de 1924
Las elecciones generales se celebraron en el Reino de Italia el 6 de abril de 1924.  Se encontraban bajo la Ley Acerbo, que establecía que el partido con la mayor parte de los votos recibiría automáticamente dos tercios de los escaños en el Parlamento, siempre y cuando recibieran más del 25% de los votos. La Lista Nacional de Benito Mussolini (una alianza con los liberales y conservadores) usó tácticas de intimidación,  resultando en una victoria por avalancha y una mayoría subsiguiente de dos tercios. Esta fue la última elección en Italia en la que se permitió la concurrencia de partidos de la oposición hasta 1946.

## Contexto histórico
El 22 de octubre de 1922 el joven líder del Partido Nacional Fascista, Benito Mussolini, intentó un golpe de Estado que fue titulado por la propaganda fascista, la marcha sobre Roma, en la que participaron casi 30.000 fascistas. Los cuadrúviros que dirigían el Partido Fascista, el General Emilio De Bono, Italo Balbo (uno de los ras más famosos), Michele Bianchi y Cesare María de Vecchi, organizaron la marcha mientras el Duce se perdía la mayor parte de la marcha (aunque autorizó fotos que le fueron tomadas junto con los manifestantes fascistas). Los generales Gustavo Fara y Sante Ceccherini asistieron a los preparativos de la marcha del 18 de octubre. Otros organizadores de la marcha incluyeron el Marqués Dino Perrone Compagni y Ulisse Igliori.
El 24 de octubre de 1922, Mussolini declaró ante 60.000 personas en el Congreso fascista de Nápoles: "Nuestro programa es simple: queremos gobernar Italia". Los camisas negras ocuparon algunos puntos estratégicos del país y comenzaron a trasladarse a la capital. El 26 de octubre, el ex primer ministro Antonio Salandra advirtió al actual primer ministro Luigi Facta que Mussolini estaba exigiendo su dimisión y que se estaba preparando para marchar sobre Roma. Sin embargo, Facta no creyó a Salandra y pensó que Mussolini gobernaría silenciosamente a su lado. Luigi Facta (que había renunciado pero continuaba manteniendo el poder), para hacer frente a la amenaza de las bandas de las tropas fascistas que ahora se reunían fuera de Roma, ordenó un estado de sitio para Roma. Habiendo tenido conversaciones previas con el rey sobre la represión de la violencia fascista, estaba seguro de que el rey estaría de acuerdo. Sin embargo, el rey Víctor Emmanuel III se negó a firmar la orden militar. El 28 de octubre, el rey entregó el poder a Mussolini, que estaba apoyado por el ejército, la clase empresarial y la derecha.

Benito Mussolini y los camisas negras durante la Marcha sobre Roma en octubre de 1922

La marcha en sí estaba compuesta por menos de 30.000 hombres, pero el rey temía una guerra civil, no consideraba suficientemente fuerte el gobierno anterior, mientras que el fascismo ya no era visto como una amenaza para el establishment. A Mussolini se le pidió que formara su gabinete el 29 de octubre de 1922, mientras que unos 25.000 camisas negras desfilaron en Roma. Mussolini llegó así legalmente al poder, de acuerdo con el Statuto Albertino, la Constitución italiana. La marcha sobre Roma no fue la conquista del poder que el fascismo celebró más tarde, sino la fuerza precipitadora detrás de una transferencia de poder dentro del marco de la constitución. Esta transición fue posible gracias a la entrega de las autoridades públicas ante la intimidación fascista. Los líderes empresariales y financieros apoyaron claramente a Mussolini, cuyos discursos y políticas enfatizaban la economía del libre mercado y del laissez faire. La visión corporativista de Mussolini enfatizaba el poder estatal total sobre los individuos, a través de los órganos gubernamentales ("corporaciones") controlados por el partido fascista, un modelo en el cual las empresas retenían las responsabilidades de propiedad y se acababa con los sindicatos obreros.
A pesar de que el golpe fracasó en dar poder directamente al Partido Fascista, sin embargo resultó en un acuerdo paralelo entre Mussolini y el rey Víctor Manuel III que hizo Mussolini el jefe del gobierno italiano. Pocas semanas después de las elecciones, el dirigente del Partido Socialista Unitario, Giacomo Matteotti, pidió, durante su discurso ante el Parlamento, que las elecciones fueran anuladas por las irregularidades.[cita requerida] Pero después de unos días, el 10 de junio Matteotti fue asesinado por los camisas negras fascistas y su asesinato provocó una crisis momentánea en el gobierno de Mussolini. Mussolini ordenó un encubrimiento, pero los testigos vieron el coche que transportaba el cuerpo de Matteotti aparcado fuera de la residencia de Matteotti, que unió a Amerigo Dumini, un fascista prominente en la escolta personal de Mussolini, al asesinato.[cita requerida]

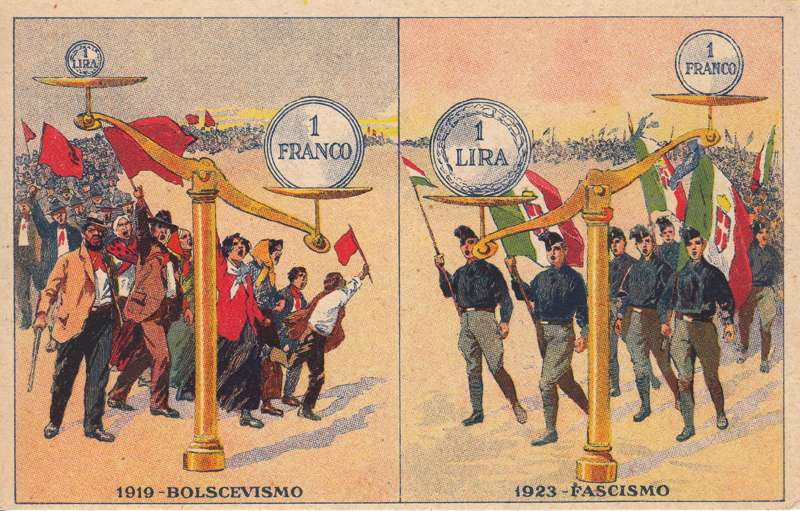
Propaganda fascista.

Mussolini confesó más tarde que algunos hombres resueltos podrían haber alterado la opinión pública e iniciado un golpe de Estado que habría llevado al fascismo. Dumini fue encarcelado durante dos años. Al ser liberado, Dumini dijo a otras personas que Mussolini era responsable, por lo que cumplió más tiempo en prisión.
Los partidos de oposición respondieron débilmente o por lo general no respondieron. Muchos socialistas, liberales y moderados boicotearon al Parlamento en la Secesión del Aventino, con la esperanza de obligar a Víctor Emmanuel a destituir a Mussolini.[cita requerida]
El 31 de diciembre de 1924, los líderes de la Camisa negra se reunieron con Mussolini y le dieron un ultimátum -aplastar a la oposición o lo harían sin él-. Temiendo una revuelta por sus propios militantes, Mussolini decidió dejar caer todas las trampas de la democracia.
El 3 de enero de 1925, Mussolini hizo un discurso truculento ante la Cámara en la que se hizo responsable de la violencia escuderos (aunque no mencionó el asesinato de Matteotti). Este discurso suele tomarse como el comienzo de la dictadura fascista, ya que fue seguido por varias leyes que restringen o anulan las libertades democráticas comunes, votadas por el Parlamento ocupado por dos tercios de los fascistas a causa de la Ley Acerbo.

## Partidos principales y líderes
| Partido | Partido                            | Ideología                      | Líder                    |
| ------- | ---------------------------------- | ------------------------------ | ------------------------ |
|         | Lista Nacional (LN)                | Fascismo                       | Benito Mussolini         |
|         | Partido Popular Italiano (PPI)     | Democracia cristiana           | Alcide De Gasperi        |
|         | Partido Socialista Unitario (PSU)  | Socialdemocracia, Antifascismo | Giacomo Matteotti        |
|         | Partido Socialista Italiano (PSI)  | Socialismo                     | Tito Oro Nobili          |
|         | Partido Comunista de Italia (PCdI) | Comunismo, Marxismo-Leninismo  | Antonio Gramsci          |
|         | Partido Liberal Italiano (PLI)     | Liberalismo                    | Luigi Facta              |
|         | Partido Liberal Democrático (PLD)  | Liberalismo, Radicalismo       | Francesco Saverio Nitti  |
|         | Partido Republicano Italiano (PRI) | Republicanismo, Radicalismo    | Eugenio Chiesa           |
|         | Partido Democrático Social (PDSI)  | Socioliberalismo, Radicalismo  | Giovanni Antonio Colonna |

## Coaliciones
| Coalición | Coalición | Partidos                                   | Partidos                          |
| --------- | --------- | ------------------------------------------ | --------------------------------- |
|           | Mayoría   |                                            | Lista Nacional (LN)               |
|           | Mayoría   | Partido Popular Italiano (PPI)             |                                   |
|           | Mayoría   | Partido Liberal Italiano (PLI)             |                                   |
|           | Mayoría   | Partido Liberal Democrático (PLD)          |                                   |
|           | Mayoría   | Partido Democrático Social Italiano (PDSI) |                                   |
|           | Oposición |                                            | Partido Socialista Unitario (PSU) |
|           | Oposición | Partido Socialista Italiano (PSI)          |                                   |
|           | Oposición | Partido Comunista de Italia (PCdI)         |                                   |
|           | Oposición | Partido Republicano Italiano (PRI)         |                                   |

## Resultados

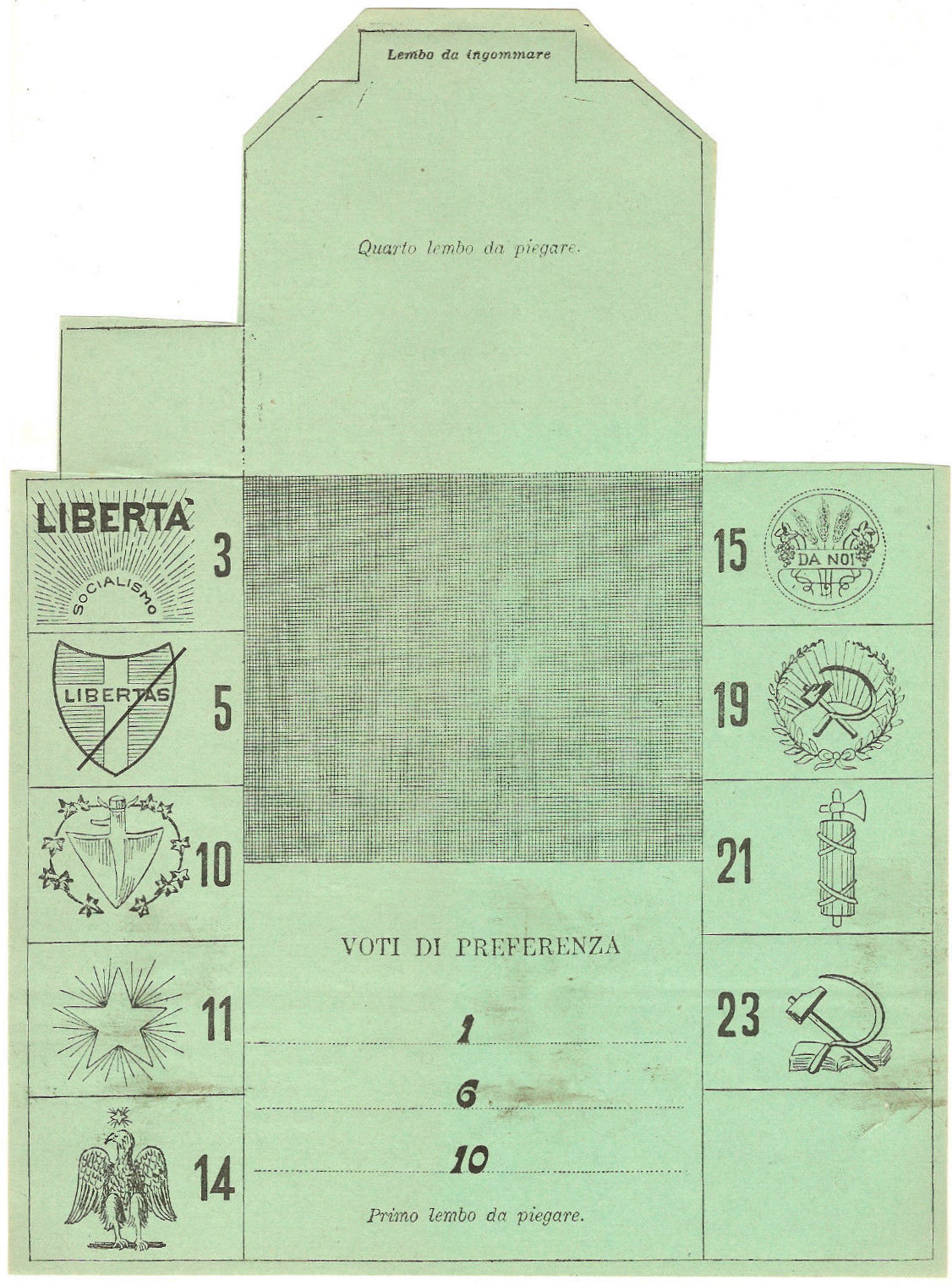
Papeleta utilizada en la elección

| Partido                            | Partido                             | Votos      | %     | Escaños | +/−   |
| ---------------------------------- | ----------------------------------- | ---------- | ----- | ------- | ----- |
|                                    | Lista Nacional                      | 4.305.936  | 60,09 | 355     | +353  |
|                                    | Partido Popular Italiano            | 645.789    | 9,01  | 39      | −69   |
|                                    | Partido Socialista Unitario         | 422.957    | 5,90  | 24      | Nuevo |
|                                    | Partido Socialista Italiano         | 360.694    | 5,03  | 22      | −101  |
|                                    | Lista Nacional b                    | 347.552    | 4,85  | 19      | Nuevo |
|                                    | Partido Comunista Italiano          | 268.191    | 3,74  | 19      | +4    |
|                                    | Partido Liberal Italiano            | 233.521    | 3,27  | 15      | −28   |
|                                    | Partido Liberal Democrático         | 157.932    | 2,20  | 14      | −54   |
|                                    | Partido Republicano Italiano        | 133.714    | 1,87  | 7       | +1    |
|                                    | Partido Democrático Social Italiano | 111.035    | 1,55  | 10      | −19   |
|                                    | Partido de los Campesinos de Italia | 73.569     | 1,03  | 4       | Nuevo |
|                                    | Eslavos y Alemanes                  | 62.491     | 0,87  | 4       | −5    |
|                                    | Partido Sardo de Acción             | 24.059     | 0,34  | 2       | Nuevo |
|                                    | Fascistas disidentes                | 18.062     | 0,25  | 1       | Nuevo |
| Votos válidos                      | Votos válidos                       | 7.165.502  | 94,10 | –       | –     |
| Votos inválidos/en blanco          | Votos inválidos/en blanco           | 448.949    | 5,90  | –       | –     |
| Total                              | Total                               | 7.614.451  | 100   | 535     | ±0    |
| Votantes registrados/participación | Votantes registrados/participación  | 11.939.452 | 63,78 | –       | –     |

| \| Voto popular \| Voto popular \| Voto popular \| Voto popular \| Voto popular \| \| ------------ \| ------------ \| ------------ \| ------------ \| ------------ \| \| \| \| \| \| \| \| LN \| LN \| \| 64.94 % \| 64.94 % \| \| PPI \| PPI \| \| 9.01 % \| 9.01 % \| \| PSU \| PSU \| \| 5.90 % \| 5.90 % \| \| PSI \| PSI \| \| 5.03 % \| 5.03 % \| \| PCdI \| PCdI \| \| 3.74 % \| 3.74 % \| \| PLI \| PLI \| \| 3.26 % \| 3.26 % \| \| PLD \| PLD \| \| 2.20 % \| 2.20 % \| \| PRI \| PRI \| \| 1.87 % \| 1.87 % \| \| PDSI \| PDSI \| \| 1.55 % \| 1.55 % \| \| Otros \| Otros \| \| 2.49 % \| 2.49 % \| |       |  |         |         |
| Voto popular |       |  |         |         |
| |       |  |         |         |
| LN | LN    |  | 64.94 % | 64.94 % |
| PPI | PPI   |  | 9.01 %  | 9.01 %  |
| PSU | PSU   |  | 5.90 %  | 5.90 %  |
| PSI | PSI   |  | 5.03 %  | 5.03 %  |
| PCdI | PCdI  |  | 3.74 %  | 3.74 %  |
| PLI | PLI   |  | 3.26 %  | 3.26 %  |
| PLD | PLD   |  | 2.20 %  | 2.20 %  |
| PRI | PRI   |  | 1.87 %  | 1.87 %  |
| PDSI | PDSI  |  | 1.55 %  | 1.55 %  |
| Otros | Otros |  | 2.49 %  | 2.49 %  |

| \| Escaños \| Escaños \| Escaños \| Escaños \| Escaños \| \| ------- \| ------- \| ------- \| ------- \| ------- \| \| \| \| \| \| \| \| LN \| LN \| \| 69.91 % \| 69.91 % \| \| PPI \| PPI \| \| 7.29 % \| 7.29 % \| \| PSU \| PSU \| \| 4.49 % \| 4.49 % \| \| PSI \| PSI \| \| 4.11 % \| 4.11 % \| \| PCdI \| PCdI \| \| 3.55 % \| 3.55 % \| \| PLI \| PLI \| \| 2.80 % \| 2.80 % \| \| PLD \| PLD \| \| 2.62 % \| 2.62 % \| \| PDSI \| PDSI \| \| 1.87 % \| 1.87 % \| \| PRI \| PRI \| \| 1.31 % \| 1.31 % \| \| Otros \| Otros \| \| 2.06 % \| 2.06 % \| |       |  |         |         |
| Escaños |       |  |         |         |
| |       |  |         |         |
| LN | LN    |  | 69.91 % | 69.91 % |
| PPI | PPI   |  | 7.29 %  | 7.29 %  |
| PSU | PSU   |  | 4.49 %  | 4.49 %  |
| PSI | PSI   |  | 4.11 %  | 4.11 %  |
| PCdI | PCdI  |  | 3.55 %  | 3.55 %  |
| PLI | PLI   |  | 2.80 %  | 2.80 %  |
| PLD | PLD   |  | 2.62 %  | 2.62 %  |
| PDSI | PDSI  |  | 1.87 %  | 1.87 %  |
| PRI | PRI   |  | 1.31 %  | 1.31 %  |
| Otros | Otros |  | 2.06 %  | 2.06 %  |

### Primer partido por región
| Región           | 1er Lugar | 1er Lugar | 2.º Lugar | 2.º Lugar | 3er Lugar | 3er Lugar |
| ---------------- | --------- | --------- | --------- | --------- | --------- | --------- |
| Abruzzi e Molise |           | LN        |           | PSU       |           | PLD       |
| Apulia           |           | LN        |           | PLI       |           | PCdI      |
| Basilicata       |           | LN        |           | PLD       |           | PSDI      |
| Calabria         |           | LN        |           | PLD       |           | PSDI      |
| Campania         |           | LN        |           | PLD       |           | PSU       |
| Emilia-Romaña    |           | LN        |           | PPI       |           | PSU       |
| Lacio            |           | LN        |           | PPI       |           | PSI       |
| Liguria          |           | LN        |           | PSU       |           | PPI       |
| Lombardía        |           | LN        |           | PPI       |           | PSU       |
| Marcas           |           | LN        |           | PPI       |           | PSU       |
| Piamonte         |           | LN        |           | PLI       |           | PSU       |
| Cerdeña          |           | LN        |           | PSd'Az    |           | PPI       |
| Sicilia          |           | LN        |           | PSDI      |           | PLD       |
| Trentino         |           | LN        |           | PPI       |           | SeT       |
| Toscana          |           | LN        |           | PSU       |           | PPI       |
| Umbría           |           | LN        |           | PPI       |           | PSI       |
| Véneto           |           | LN        |           | PPI       |           | PSI       |
| Venecia Julia    |           | LN        |           | PPI       |           | SeT       |